# 중화항공의 운항 노선
2020년 11월 기준으로, 중화항공은 다음의 노선을 취항 중이다.
참고: * 된 표시는 여객과 화물이 동시에 취항하는 노선이다.

## 운항 노선

### 아시아

#### 동아시아
- 대한민국
  - 서울
    - 김포국제공항
    - 인천국제공항

  - 부산 - 김해국제공항
- 중화인민공화국
  - 베이징 – 베이징 서우두 국제공항
  - 상하이
    - 상하이 푸둥 국제공항 *
    - 상하이 훙차오 국제공항

  - 광저우 – 광저우 바이윈 국제공항 *
  - 난징 – 난징 루커우 국제공항 *
  - 난창 – 난창 창베이 국제공항
  - 닝보 – 닝보 리서 국제공항
  - 싼야 – 싼야 피닉스 국제공항
  - 샤먼 – 샤먼 가오치 국제공항 *
  - 선양 – 선양 타오셴 국제공항
  - 선전 – 선전 바오안 국제공항 *
  - 슈저우 – 슈저우 관인 공항
  - 시안 – 시안 셴양 국제공항
  - 양저우 - 양저우 타이저우 국제공항
  - 옌청 – 옌청 난양 공항 - (만다린 항공 운영)
  - 옌타이 - 옌타이 라이산 국제공항
  - 원저우 - 원저우 용창 국제공항
  - 웨이하이 - 웨이하이 다슈이보 공항
  - 우시 – 순안 샤오펑 국제공항
  - 우한 – 우한 톈허 국제공항
  - 정저우 – 정저우 신정 국제공항 *
  - 창사 – 창사 황화 국제공항 - (만다린 항공 운영)
  - 창저우 – 창저우 번뉴 국제공항
  - 창춘 – 창춘 룽자 국제공항 - (만다린 항공 운영)
  - 청두 – 청두 솽류 국제공항
  - 충칭 – 충칭 장베이 국제공항 *
  - 칭다오 – 칭다오 류팅 국제공항
  - 푸저우 – 푸저우 창러 국제공항 - (만다린 항공 운영)
  - 하이커우 – 하이커우 메이란 국제공항
  - 항저우 – 항저우 샤오산 국제공항
  - 허페이 – 허페이 신차오 국제공항
- 홍콩
  - 홍콩 - 홍콩 첵랍콕 국제공항 *
- 일본
  - 도쿄
    - 하네다 국제공항
    - 나리타 국제공항 *

  - 나고야 – 주부 센토레아 국제공항 *
  - 오사카 – 간사이 국제공항 *
  - 가고시마 - 가고시마 공항
  - 구마모토 - 구마모토 공항
  - 다카마쓰 - 다카마쓰 공항
  - 도야마 - 도야마 공항
  - 미야자키 – 미야자키 공항
  - 삿포로 – 신치토세 공항
  - 시즈오카 - 시즈오카 공항
  - 오키나와 – 나하 공항
  - 이시가키 - 이시가키 공항
  - 후쿠오카 – 후쿠오카 공항
  - 히로시마 – 히로시마 공항
- 중화민국
  - 타이베이
    - 타이완 타오위안 국제공항 메인 허브
    - 타이베이 쑹산 공항

  - 가오슝 – 가오슝 국제공항 허브
  - 타이중 – 타이중 국제공항
  - 타이난 – 타이난 공항

#### 동남아시아
- 말레이시아
  - 쿠알라룸푸르 – 쿠알라룸푸르 국제공항 *
  - 페낭 – 페낭 국제공항 *
- 미얀마
  - 양곤 – 양곤 국제공항
- 베트남
  - 하노이 – 노이바이 국제공항 *
  - 호치민 시 – 떤선녓 국제공항 *
- 싱가포르
  - 싱가포르 – 싱가포르 창이 국제공항 *
- 인도네시아
  - 자카르타 – 수카르노 하타 국제공항 *
  - 덴파사르 – 응우라라이 국제공항
- 태국
  - 방콕 – 수완나품 국제공항 *
- 캄보디아
  - 프놈펜 – 프놈펜 국제공항
- 필리핀
  - 마닐라 – 니노이 아키노 국제공항 *
  - 세부 – 막탄 세부 국제공항 계절편
  - 칼리보 - 칼리보 국제공항 - (만다린 항공 운영)

#### 남아시아
- 스리랑카
  - 콜롬보 - 콜롬보 국제공항 화물편
- 인도
  - 델리 – 인디라 간디 국제공항 *
  - 뭄바이 – 차트라파티 시바지 국제공항 화물편

#### 서남아시아
- 아랍에미리트
  - 두바이 - 알막툼 국제공항 화물편

### 유럽

#### 서유럽
- 영국
  - 런던 - 런던 히드로 국제공항
- 독일
  - 프랑크푸르트 – 프랑크푸르트 국제공항 *
- 네덜란드
  - 암스테르담 – 암스테르담 스키폴 국제공항 *
- 룩셈부르크
  - 룩셈부르크 시티 - 룩셈부르크 핀델 국제공항 화물편

#### 중유럽
- 오스트리아
  - 빈 – 빈 국제공항

#### 남유럽
- 이탈리아
  - 로마 – 레오나르도 다 빈치 국제공항

#### 동유럽
- 체코
  - 프라하 - 프라하 바츨라프 하벨 국제공항 화물편 - (2023년 7월 18일 여객노선 신규취항)[3]

### 아메리카

#### 북아메리카
- 미국
  - 뉴욕 - 존 F. 케네디 국제공항 *
  - 댈러스 - 댈러스 포트워스 국제공항 화물편
  - 로스앤젤레스 - 로스앤젤레스 국제공항 *
  - 마이애미 - 마이애미 국제공항 화물편
  - 보스턴 - 보스턴 로건 국제공항 화물편
  - 샌프란시스코 - 샌프란시스코 국제공항 *
  - 시애틀 - 시애틀 타코마 국제공항 화물편
  - 시카고 - 시카고 오헤어 국제공항 화물편
  - 애틀랜타 - 하츠필드 잭슨 애틀랜타 국제공항 화물편
  - 앵커리지 - 테드 스티븐스 앵커리지 국제공항 화물편
  - 온타리오 - 온타리오 국제공항
  - 콜럼버스 - 리켄배커 국제공항 화물편
  - 호놀룰루 - 호놀룰루 국제공항
  - 휴스턴 - 조지 부시 인터콘티넨털 국제공항 화물편
- 캐나다
  - 밴쿠버 - 밴쿠버 국제공항

### 오세아니아

#### 오스트랄라시아
- 뉴질랜드
  - 오클랜드 - 오클랜드 국제공항
- 오스트레일리아
  - 멜버른 - 멜버른 공항
  - 브리즈번 - 브리즈번 공항
  - 시드니 - 시드니 킹스포드 스미스 국제공항

#### 미크로네시아
- 괌
  - 괌 - 앤토니오 B. 원 팻 국제공항
- 팔라우
  - 코로르 - 팔라우 국제공항

## 과거 취항지

### 아시아

#### 동아시아
- 중화인민공화국
  - 리장 - 리장 삼이 공항 - (만다린 항공 운항)
- 일본
  - 마쓰야마 - 마쓰야마 공항 계절편

#### 동남아시아
- 인도네시아
  - 메단 - 쿠알라나무 국제공항
  - 수라바야 – 주안다 국제공항
- 태국
  - 치앙마이 - 치앙마이 국제공항
  - 파타야 – 우타파오 국제공항 계절편
  - 푸껫 - 푸껫 국제공항
- 필리핀
  - 라오앙 - 라오앙 국제공항

#### 남아시아
- 인도
  - 첸나이 - 첸나이 국제공항

#### 서남아시아
- 사우디아라비아
  - 다란 - 다란 국제공항
  - 제다 - 킹 압둘아지즈 국제공항
- 아랍에미리트
  - 아부다비 - 아부다비 국제공항

### 아프리카

#### 북아프리카
- 이집트
  - 카이로 - 카이로 국제공항

#### 남아프리카
- 남아프리카 공화국
  - 요하네스버그 - OR 탐보 국제공항

### 유럽

#### 서유럽
- 영국
  - 런던 – 런던 개트윅 국제공항
  - 맨체스터 - 맨체스터 공항

#### 중유럽
- 스위스
  - 취리히 - 취리히 국제공항

#### 남유럽
- 그리스
  - 아테네 – 아테네 국제공항
- 이탈리아
  - 밀라노 - 밀라노 말펜사 국제공항

#### 북유럽
- 스웨덴
  - 스톡홀름 - 스톡홀름 알란다 국제공항 화물편

### 아메리카

#### 북아메리카
- 미국
  - 내슈빌 - 내슈빌 국제공항 화물편